# تپه اطراف شهر سوخته ۱۰۰
تپه اقماری شهر سوخته شماره ۱۰۰ مربوط به هزاره سوم قبل از میلاد است و در شهرستان هامون، بخش مرکزی ، روستای حومه شهر سوخته واقع شده و این اثر در تاریخ ۳۰ تیر ۱۳۸۴ با شمارهٔ ثبت ۱۲۱۵۱ به‌عنوان یکی از آثار ملی ایران به ثبت رسیده است.